# Улица Бурмагиных (Вологда)
У́лица Бурма́гиных (бывшая Ильинская набережная, Троицкая улица и Пятышевская улица) — улица в Вологде (Вологодский кремль), расположенная в историческом районе Верхний Посад. Названа в 1985 году в честь художников-графиков Николая и Генриетты Бурмагиных. Начинается от улицы Маяковского и заканчивается у парка Мира. До 25 сентября 1925 года часть улицы называлась Троицкой, по располагавшемуся в конце улицы Троице-Герасимовскому монастырю. Троицкая улица — одна из самых древних улиц, упоминание которой встречается в писцовых книгах 1627—1629 гг.

## История
Улица Бурмагиных (до декабря 1985 года — Парковая улица) образовалась объединением Ильинской набережной (9 сентября 1936 года вошла в состав Крестьянской улицы), Троицкой улицы (с 25 сентября 1925 года по 16 декабря 1959 года — Крестьянская улица), Пятышевской улицы (16 декабря 1959 года вошла в состав Парковой улицы), конца Литейной улицы (с 18 апреля 1951 года по 16 декабря 1959 года — Пятышевский переулок) и Монастырского переулка.
В основе современной улицы Бурмагиных — бывшая Троицкая улица, одна из древнейших улиц Вологды, которая берет своё начало на Ленивой площадке — самом раннем из обнаруженных поселений на территории города и заканчивается в районе бывшего Троице-Герасимовского монастыря, от которого и получила своё название. Согласно летописи Ивана Слободского, монастырь основал монах Герасим в 1147 году.
По улице проходил древний тракт на Прилуки и далее в Белозерск и Архангельск. В XIX веке тракт потерял своё значение после организации новой дороги на Север через Заречье.
С этого времени развитие района города, примыкающего к бывшей Троицкой улице, замедляется. Вот как её описывает священник С. А. Непеин в книге «Вологда прежде и теперь» 1905 года:

Эта возвышенность от Воскресенского храма идет к северу на протяжении до одной версты, довольно круто понижаясь на восток к реке и — отлого-к западу. Все это гористое место заселено, застроено домами и храмами. По сторонам же, на низинах, — огороды и покосы. Церковию пр. Герасима город оканчивается. Далее находится Горбачевское кладбище. Вся линия зданий, обильная деревьями, со стороны напоминает пригород или большое село. Город с его многочисленными храмами отсюда виден весь. Шум городской жизни сюда не проникает. Обитателям Троицкой улицы живется тихо, спокойно и как-то патриархально. Здесь все свои люди, нет чужих. Одно занятие у всех,- огородничество, одни интересы, радости и печали. Позднейшая культура как бы не дерзает сюда проникать. Сюда не проведены ни водопровод, ни телефон, ни электричество; нет здесь даже полицейских будок. Уголок в своем роде автономный. Здесь можно ходить в чем угодно, делать что вздумается, — никто не стеснит, разве оговорят соседи…

В XVIII веке в конце улицы было образовано Лазаревское (Горбачёвское) кладбище. В состав кладбища вошли также единоверческое кладбище, магометанское и китайское. 18 мая 1939 за Лазаревским кладбищем, на местности Бесово был заложен Центральный парк культуры и отдыха Вологды, который в 1945 году, в честь окончания Великой Отечественной войны был переименован в Парк мира.

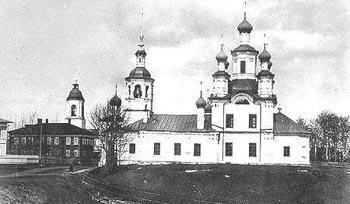
Церковь Воскресения Христова на Ленивом торгу.
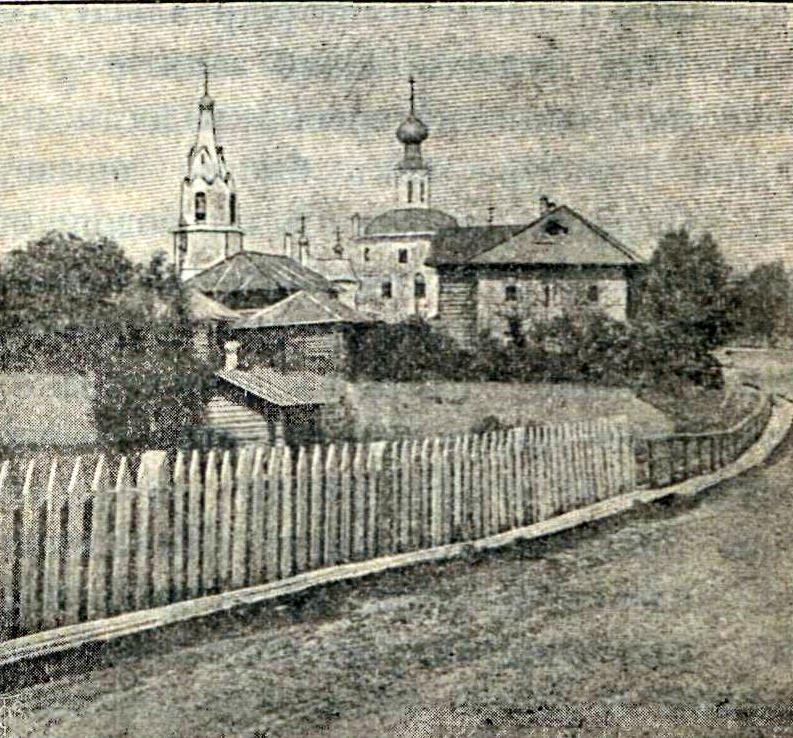
Вид в сторону Троице-Герасимовской церкви от Касайрова ручья. Фото не позднее 1906 года
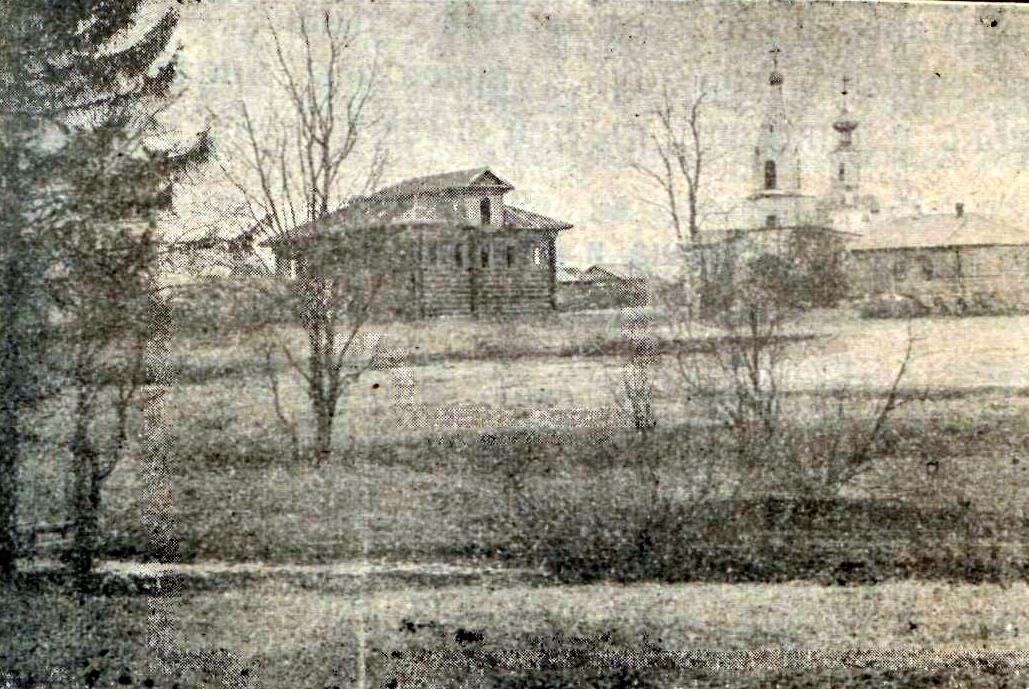
Дом Пятышевых. Вид Пятышевской улицы с юго-запада. Фото не позднее 1906 года

### Легенды, связанные с улицей
С местностью вокруг улицы Бурмагиных связаны две известные вологодские легенды.
Легенда о белоризцах. Устное предание, изложенное в поздних списках жития Дмитрия Прилуцкого, говорит, что во время одного из нападений врагов на Вологду отряды вологжан были разгромлены и укрылись в городе. Ночью, перед штурмом города, «явились в белых одеждах два неизвестных человека, которые напав на неприятеля, побили их множество и произвели в них чрезвычайный страх». После этого враги отступили, а вологжане обнаружили людей в белых одеждах уже мёртвыми, лежащими на поляне недалеко от Горнего монастыря. По белой одежде их назвали белоризцами. Краеведы связывают события, описанные в легенде, с временем противостояния в XV веке Дмитрия Шемяки и Василия Тёмного. Существует также версия, что легенда появилась в «смутное время». На месте погребения белоризцев в XIX веке была воздвигнута часовня (Завражский пер., д.10а)
«Проклятие Пятышевых». Пятышевы — старинный посадский род, который по преданию имел в XII веке земли севернее Ленивой площадки. Монах Герасим, пришедший в Вологду, «имел спор» с одним из Пятышевых, который не хотел уступать Герасиму земли на Кайсаровом ручье. Герасим предсказал, что этот род будет жить «ни богато, ни бедно» и через 700 лет совсем прекратится. По сообщениям краеведов XIX века, последний представитель рода А. В. Пятышев умер холостым в 1846 году, а его племянница и наследница умерла в 1866 году, не оставив потомков. Дом Пятышевых находился до 1903 года на бывшей Пятышевской улице (вошла в состав улицы Бурмагиных), недалеко от Троице-Герасимовской церкви.

## Достопримечательности
- Ленивая площадка;
- Церковь Николы на Горе, (№ 17);
- Горний монастырь, (№ 19);
- Церковь Архангела Гавриила, (№ 30);
- Троице-Герасимовская церковь (находилась напротив дома № 49, снесена в 1930 году);
- Лазаревская церковь (кладбищенская).

## Благоустройство и транспорт
В первой половине XX века улица имела жердевой настил. В 1947—1948 годах на проезжей части устроили каменную мостовую, а в 1965—1966 годах заасфальтировали. С 1960-х годов по улице проходит автобусный маршрут № 11.